# Polyalthia papuana
Polyalthia papuana är en kirimojaväxtart som beskrevs av Rudolph Herman Scheffer. Polyalthia papuana ingår i släktet Polyalthia och familjen kirimojaväxter. Inga underarter finns listade i Catalogue of Life.